# Dumitru Stângaciu
Dumitru Stângaciu (Brașov, 9 agosto 1964) è un ex calciatore rumeno, di ruolo portiere, preparatore dei portieri del Baniyas.

## Carriera

### Nazionale
In nazionale maggiore ha disputato cinque partite, subendo appena una rete, contro Israele; ha esordito l'8 aprile 1992, nell'amichevole contro la Lettonia, entrando nei minuti finale al posto di Bogdan Stelea.

## Palmarès

### Club

#### Competizioni nazionali
- Campionato rumeno: 7

Steaua Bucarest: 1984-85, 1985-86, 1986-87, 1987-88, 1992-93, 1993-94, 1994-95
- Coppa di Romania: 3

Steaua Bucarest: 1984-85, 1986-87, 1991-92
- Supercoppa di Romania: 1

Steaua Bucarest: 1994
- Coppa di Turchia: 1

Kocaelispor: 1996-97

##### Competizioni internazionali
- Coppa dei Campioni: 1

Steaua Bucarest: 1985-1986
- Supercoppa UEFA: 1

Steaua Bucarest: 1986